# Wilfried Adams
Wilfried Adams (Leuven, 23 november 1947 - Antwerpen, 13 januari 2008) was een Belgisch dichter.
Adams studeerde aan de KU Leuven rechten en neerlandistiek. Deze laatste studie werkte hij af in 1972. In 1973 verhuisde hij naar Antwerpen. Als dichter had hij Hugues C. Pernath en Jos De Haes als inspiratie. Naast eigen publicaties waaronder een zevental eigen dichtbundels was hij poëziecriticus en redacteur bij enkele tijdschriften, waaronder Impuls. Dit laatste samen met collega-dichter, generatiegenoot en vriend Michel Bartosik die enkele weken na hem overleed.
Adams werd op Schoonselhof begraven op het ereperk naast Michel Bartosik.